# 여성, 생명, 자유
여성, 생명, 자유(영어:Woman, Life, Freedom, 쿠르드어:Jin, Jiyan, Azadî) 또는 여성, 삶, 자유는 쿠르드족의 여성운동을 위해 만들어진 표어로 마흐사 아미니 사망 사건등에 항의하는 시위 등 여성의 권리를 지지하는 표어로 널리 쓰이고 있다.